# Натолін (Лодзинське воєводство)
Натолін (пол. Natolin) — село в Польщі, у гміні Новосольна Лодзький-Східного повіту Лодзинського воєводства.
Населення — 417 осіб (2011).
У 1975-1998 роках село належало до Лодзинського воєводства.

## Демографія
Демографічна структура станом на 31 березня 2011 року:
|          | Загалом | Допрацездатний вік | Працездатний вік | Постпрацездатний вік |
| -------- | ------- | ------------------ | ---------------- | -------------------- |
| Чоловіки | 207     | 52                 | 138              | 17                   |
| Жінки    | 210     | 47                 | 124              | 39                   |
| Разом    | 417     | 99                 | 262              | 56                   |